# Джон Бодкин Адамс
Джон Бодкин Адамс (на английски: John Bodkin Adams) е северно-ирландски лекар и сериен убиец.

## Биография
Роден е на 21 януари 1899 година в Рандалстаун, Северна Ирландия. От ранна възраст показва интерес в областта на медицината, която впоследствие учи в Белфаст. Въпреки това, след дипломирането си се премества в Истборн, където започва медицинската си практика като терапевт.
През 1956 г. е арестуван за убийството на двама пациенти. Според разследващите в периода 1946 – 1956 има около 163-ма негови пациенти починали при съмнителни обстоятелства, след голяма доза морфин, хероин или барбитурати. В допълнение, от всички смъртни случаи, 132-ма пациента завещават на Адамс имущество или пари. Полицията също така установява, че Адамс присъства на смъртта на Едуард Кавендиш, брат на 65-ия министър-председател на Великобритания – Харолд Макмилан. Въпреки доказателствата Адамс е обвинен само в две убийства и след 17 дни на изпитание, съдът го оправдава. В допълнение, дори и в такова странно и страшно положение, Адамс забогатява още повече, защото осъжда вестника, който избързва да обяви на своите читатели, че Бодкин е новият „сериен убиец“.
Умира на 4 юли 1983 година в Истборн на 84-годишна възраст.

## Книги
- Sybille Bedford, The Best We Can Do
- Marshall Cavendish, Murder Casebook 40 Eastbourne's Doctor Death, 1990
- Pamela V. Cullen, „A Stranger in Blood: The Case Files on Dr John Bodkin Adams“, London, Elliott & Thompson, 2006, ISBN 1-904027-19-9
- Patrick Devlin, Easing the passing: The trial of Doctor John Bodkin Adams, London, The Bodley Head, 1985
- Percy Hoskins, Two men were acquitted: The trial and acquittal of Doctor John Bodkin Adams
- Rodney Hallworth, Mark Williams, Where there's a will... The sensational life of Dr John Bodkin Adams, 1983, Capstan Press, Jersey ISBN 0-946797-00-5
- J.H.H. Gaute and Robin Odell, The New Murderer's Who's Who, 1996, Harrap Books, London
- John Surtees, The Strange Case of Dr. Bodkin Adams: The Life and Murder Trial of Eastbourne's Infamous Doctor and the Views of Those Who Knew Him, 2000